# Chitosan

Schematische voorstelling van de enzymatische synthese van chitosan uit chitine

Chitosan is een natuurlijk voorkomende lineaire polysacharide en biopolymeer met antibacteriële werking. Chitosan wordt geproduceerd door chitine te deacetyleren. Afhankelijk van het productieproces kan de mate van deacetylatie sterk uiteenlopen. 
Chitosan is in 1859 ontdekt door C. Rouget die chitine kookte met kaliloog. Chitosan wordt onder andere gebruikt in de landbouw en voor waterzuivering, in de voedsel- en de cosmetische industrie, voor het onderdrukken van zweetgeur en voor medische toepassingen.

## Productieproces
Chitosan is samengesteld uit willekeurig verspreide β-(1-4)-gekoppeld D-glucosamine (gedeacetyleerde eenheid) en N-acetyl-D-glucosamine (geacetyleerde eenheid). 
Chitosan wordt gemaakt uit chitine, dat geproduceerd wordt uit de exoskeletten van krabben en garnalen. Na schoonmaken en verpulveren wordt het poeder enige tijd met zoutzuur behandeld, zodat de kalk oplost. De oplossing wordt weer geneutraliseerd met loog. De chitine (N-acetylglucosamine) in dit poeder wordt behandeld met een loogoplossing, zodanig dat het acetyl-element van het molecuul wordt verwijderd, en chitosan resulteert. Wanneer daarna nog hydrolyse plaatsvindt, ontstaan oligosacharides met een zeer laag molecuulgewicht.

## Eigenschappen
Wanneer het oraal ingenomen wordt, bindt chitosan zich aan vet in de voeding en voorkomt dat een deel van het voedingsvet opgenomen en verteerd wordt. Op deze manier wordt een deel van het voedingsvet ongebruikt uitgescheiden.
Chitosan heeft antibacteriële eigenschappen. De bacteriële werking neemt toe naarmate de chitosan sterker gedeacetyleerd is. Chitosan is krachtiger tegen grampositieve bacteriën (Staphylococcus aureus, Listeria monocytogenes, en andere) dan tegen gramnegatieve (bijvoorbeeld Escherichia coli).
De eigenschappen en het toepassingsgebied van chitosan zijn mede afhankelijk van het molecuulgewicht van het polysacharide. Chitosan met een gemiddeld molecuulgewicht tussen 5 en 10 kDa bezit sterke bactericide eigenschappen. Chitosan van 20 kDa voorkomt progressie van diabetes mellitus. Chitosan van 140 kDa vertoont hogere affiniteit voor lipopolysachariden. Oligomeren van chitosan hebben speciale antimicrobiële activiteit en antitumoractiviteit.
Chitosan bindt vetten en galzuren en wordt om die reden ook ingezet bij het verlagen van het cholesterolgehalte in het bloed.
Chitosan is een chemo-attractant die de bacterie Borrelia burgdorferi aantrekt.
Chitosan is biologisch afbreekbaar (o.a. door enzymen in het lichaam) en is niet toxisch.

## Toepassingen
- Waterzuivering: het veroorzaakt binding van de proteïnes in vervuild water; het kan zware metalen uit water binden (en na behandeling opnieuw gebruikt worden).
- Een membraan gemaakt van chitosan fungeert als waterverzachter.
- Als component van papier maakt het dit sterker; door de antibacteriële werking kan het papier dan ook gebruikt worden in voedselverpakking.
- Wondgenezing: Chitosan heeft de eigenschap om bloed snel te doen stollen, en heeft in dat kader goedkeuring gekregen in de Verenigde Staten en Europa voor gebruik in verbanden en andere hemostatische middelen. Testen met amerikaanse mariniers hebben uitgewezen dat bloedingen snel gestopt kunnen worden en bloedverlies kan worden verminderd. Bij varkens resulteert dat in 100% overleving van anders dodelijke arteriële wonden. Hemostatische producten met chitosan worden gebruikt door het Amerikaanse en Britse leger. Chitosan is hypoallergeen en heeft natuurlijke antibacteriële eigenschappen, die het gebruik ervan in het veldverbanden verder ondersteunen.
- Chitosan verbetert de celdoorlaatbaarheid van hydrofiele stoffen. Met behulp van chitosan kunnen slecht absorbeerbare geneesmiddelen, zoals peptiden, gemakkelijker worden opgenomen.
- In de textielindustrie voor het verbeteren van textieleigenschappen: meer kreukvast katoen, kleurstoffen kunnen beter aangebracht worden.
- Als smeermiddel in industriële toepassingen.
- Vanwege de eigenschap dat chitosan vetten kan binden, wordt chitosan ingezet als afslankproduct.[2] Er zijn enkele goed opgezette studies die het gebruik voor deze toepassing ondersteunen, volgens deskundigen echter nog onvoldoende om chitosan hiervoor te adviseren.[2] Als afslankmiddel is het een omstreden product.[4]
- Als biologisch alternatief voor zilver om weefsels zweetgeuronderdrukkende eigenschappen te geven.[5]
- Als een onderdeel van een tweevoudig klaringssysteem om wijn van ongewenste verontreinigingen te ontdoen, oftewel voor het klaren van wijnen.